# Šmarješke Toplice
Šmarješke Toplice – wieś w Słowenii, siedziba gminy Šmarješke Toplice. W 2018 roku liczyła 603 mieszkańców.